# Gardaya
Gardaya o Ghardaïa (en árabe:  غرداية , en  tifinagh: ) es la capital de la provincia del mismo nombre, en Argelia. La comuna de Gardaya tiene una población de 93.423 de acuerdo al censo del año 2008, por encima de los 87.599 que tenía en el año 1998, con una tasa anual de aumento del 0.7%. Se encuentra situada en el centro-norte de Argelia en la zona del desierto del Sahara y se ubica sobre la orilla izquierda del uadi de Mzab. El valle de M'Zab en la provincia de Gardaya (wilaya) fue registrado por la Unesco en la lista de Patrimonio de la Humanidad en el año 1982.

## Historia
Gardaya es parte de una pentápolis, una ciudad en la cima de una colina junto con otras cuatro, construida hace alrededor de mil años en el valle de M’Zab. Fue fundada por los mozabitas, una secta ibadí de musulmanes bereberes.

## Urbanismo
Es un centro principal de producción de dátiles y produce alfombras y ropa. Dividida en tres sectores amurallados, es una ciudad amurallada. En el centro se encuentra su área mʾzabita histórica, con una mezquita piramidal y una plaza con arcadas. Sus casas blancas, rosas y rojas características, hechas de tierra, arcilla y yeso, se alza en terrazas y arcadas. En su libro de 1963, La force des choses de la filósofa francesa existencialista Simone de Beauvoir, describió Gardaya como "una pintura cubista hermosamente construida".

## Clima
Gardaya tiene un clima desértico cálido (en la clasificación climática de Köppen BWh), con veranos muy cálidos e inviernos templados. La región está caracterizada por grandes diferencias de temperatura ente la noche y el día, y máximos y mínimos entre invierno y verano que varían de 0 °C a 46 °C. 
| Parámetros climáticos promedio de Ghardaïa        | Parámetros climáticos promedio de Ghardaïa | Parámetros climáticos promedio de Ghardaïa | Parámetros climáticos promedio de Ghardaïa | Parámetros climáticos promedio de Ghardaïa | Parámetros climáticos promedio de Ghardaïa | Parámetros climáticos promedio de Ghardaïa | Parámetros climáticos promedio de Ghardaïa | Parámetros climáticos promedio de Ghardaïa | Parámetros climáticos promedio de Ghardaïa | Parámetros climáticos promedio de Ghardaïa | Parámetros climáticos promedio de Ghardaïa | Parámetros climáticos promedio de Ghardaïa | Parámetros climáticos promedio de Ghardaïa |
| Mes                                               | Ene.                                       | Feb.                                       | Mar.                                       | Abr.                                       | May.                                       | Jun.                                       | Jul.                                       | Ago.                                       | Sep.                                       | Oct.                                       | Nov.                                       | Dic.                                       | Anual                                      |
| ------------------------------------------------- | ------------------------------------------ | ------------------------------------------ | ------------------------------------------ | ------------------------------------------ | ------------------------------------------ | ------------------------------------------ | ------------------------------------------ | ------------------------------------------ | ------------------------------------------ | ------------------------------------------ | ------------------------------------------ | ------------------------------------------ | ------------------------------------------ |
| Temp. máx. abs. (°C)                              | 27.8                                       | 35.2                                       | 37.0                                       | 39.2                                       | 42.5                                       | 46.0                                       | 49.0                                       | 46.2                                       | 44.2                                       | 42.7                                       | 34.0                                       | 30.0                                       | '                                          |
| Temp. máx. media (°C)                             | 16.5                                       | 19.3                                       | 21.7                                       | 26.0                                       | 31.1                                       | 36.9                                       | 39.8                                       | 39.4                                       | 34.3                                       | 27.5                                       | 21.1                                       | 16.9                                       | 27.5                                       |
| Temp. media (°C)                                  | 10.9                                       | 13.4                                       | 15.6                                       | 19.5                                       | 24.5                                       | 30.0                                       | 32.7                                       | 32.5                                       | 28.0                                       | 21.6                                       | 15.4                                       | 11.6                                       | 21.3                                       |
| Temp. mín. media (°C)                             | 5.3                                        | 7.3                                        | 9.5                                        | 13.1                                       | 17.7                                       | 22.9                                       | 25.7                                       | 25.5                                       | 21.6                                       | 15.7                                       | 9.7                                        | 6.1                                        | 15                                         |
| Temp. mín. abs. (°C)                              | -5.4                                       | -1.4                                       | -1.0                                       | 4.0                                        | 7.5                                        | 14.8                                       | 14.8                                       | 13.9                                       | 11.0                                       | 7.2                                        | -1.5                                       | -5.4                                       | '                                          |
| Precipitación total (mm)                          | 7.6                                        | 4.7                                        | 6.6                                        | 7.4                                        | 4.4                                        | 2.3                                        | 0.3                                        | 1.1                                        | 4.8                                        | 7.1                                        | 12.1                                       | 3.0                                        | 61.4                                       |
| Humedad relativa (%)                              | 54.4                                       | 45.0                                       | 39.8                                       | 35.1                                       | 30.5                                       | 25.9                                       | 22.3                                       | 25.9                                       | 36.9                                       | 45.0                                       | 50.2                                       | 54.7                                       | 38.8                                       |
| Fuente n.º 1: NOAA (1964–1990)                    |                                            |                                            |                                            |                                            |                                            |                                            |                                            |                                            |                                            |                                            |                                            |                                            |                                            |
| Fuente n.º 2: climatebase.ru (extremes, humidity) |                                            |                                            |                                            |                                            |                                            |                                            |                                            |                                            |                                            |                                            |                                            |                                            |                                            |

## Localidades
La comuna de Gardaya está formada por nueve localidades:
- Villa de Gardaya
- Melika Haut
- Melika Bas
- Theniet El Mekhzène
- Hadj Messaoud
- Mermed
- Bab Saâd
- Ben Ghanème
- La Palmeraie

## Personas importantes de Gardaya
- Moufdi Zakaria, poeta argelino, autor del Himno Nacional de Argelia.

## Galería

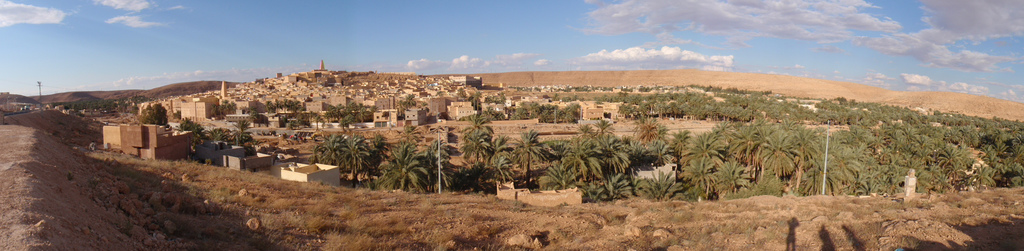
Panorámica de Gardaya.